# Meerbude

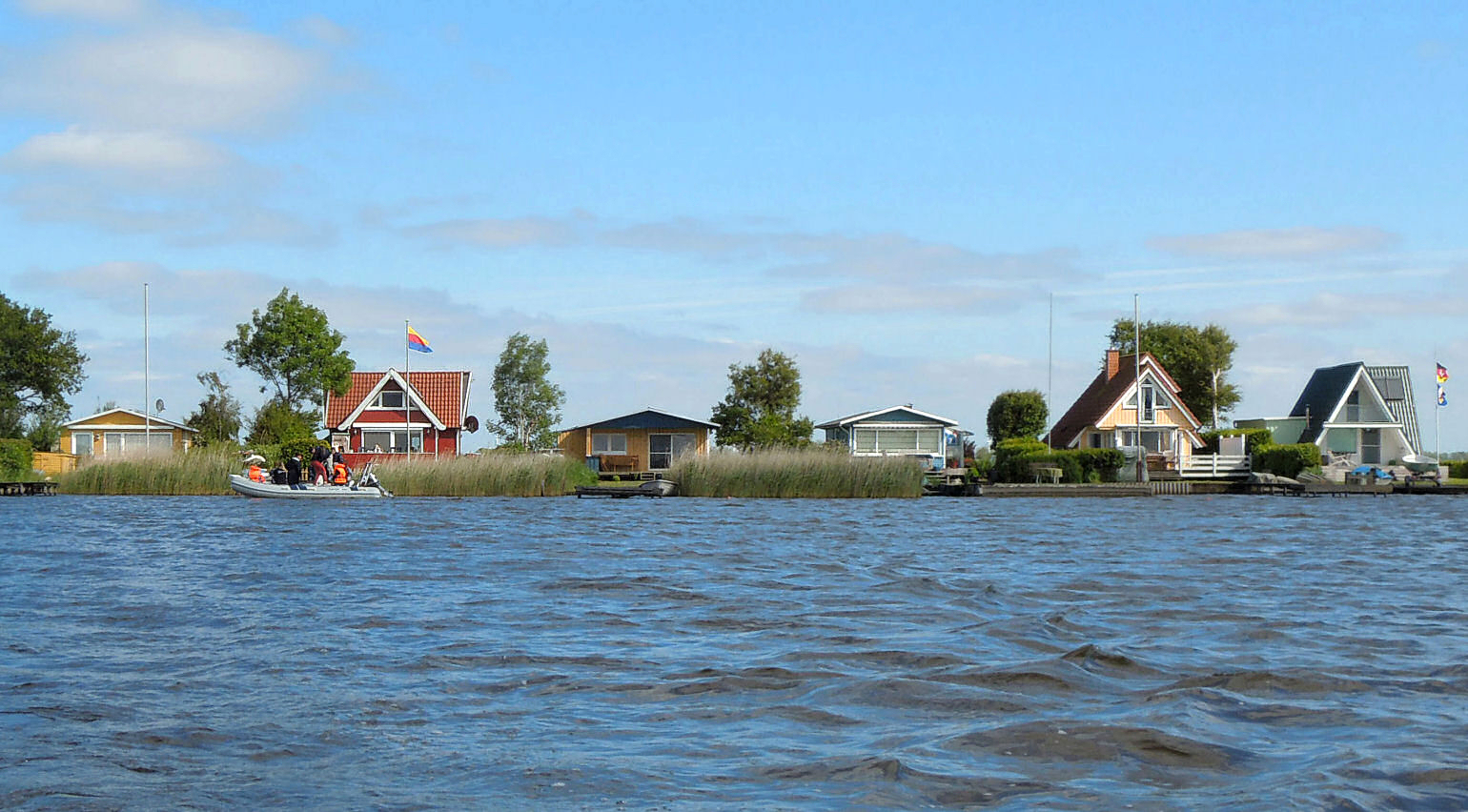
Meerbuden am Kleinen Meer

Als Meerbude bezeichnet man im ostfriesischen Volksmund zumeist kleine, aus verarbeitetem Holz hergestellte Wochenend- und Ferienhäuser, die an den Ufern der ostfriesischen Binnenseen liegen, die man in Ostfriesland Meere nennt. Beispiele für diese Seen sind zum Beispiel das Uphuser Meer, das Ewige Meer oder das Kleine Meer. Allerdings liegen viele der sogenannten Meerbuden nicht direkt an den Seen, sondern an den Ufern der Kanäle vor den Meeren.
Das im zweiten Teil des Wortes stehende Wort Bude geht auf das mittelhochdeutsche Wort buode zurück. Um 1900 erlebte das Wort Bude einen regelrechten Boom als Modewort. In der Umgangssprache steht der Ausdruck allgemein für billige kleine Wohnungen oder Geschäfte und Läden. Beispiele sind Studentenbude, Jahrmarktbude oder Baubude.